# منتخب باربادوس لاتحاد الرغبي
منتخب باربادوس الوطني لاتحاد الرغبي (بالإنجليزية: Barbados national rugby union team)‏ هو ممثل باربادوس الرسمي في المنافسات الدولية في اتحاد الرغبي .